# William Stanley (inventor)
William Ford Robinson Stanley (2 de febrero de 1829 – 14 de agosto de 1909) fue un inventor británico con 78 patentes registradas tanto en el Reino Unido como en los Estados Unidos de América. Fue un ingeniero que diseñó e hizo instrumentos matemáticos y de dibujo de precisión, así como informes de instrumentos y telescopios, fabricados por su compañía "William Stanley and Co. Ltd."
Stanley fue un cualificado arquitecto que diseñó y fundó la primera escuela taller del Reino Unido, Stanley Trades School — después renombrada como Stanley Technical School (actualmente Harris Academy South Norwood) —, así como el Stanley Halls en South Norwood. También proyecto y construyó sus dos casas, de las cuales una se utilizó, tras su muerte y de acuerdo con su testamento, como orfanato. Célebre filántropo, donó más de £80.000 a proyectos educativos durante sus últimos quince años de vida. Cuando murió, la mayoría de su patrimonio, valorado en £59.000 fue legado al beneficio de colegios y estudiantes en el sur de Lóndres.
Fue miembro de varios organismos y asociaciones profesionales (incluyendo la Royal Society of Arts, la Royal Meteorological Society, la Royal Astronomical Society y la British Astronomical Association). Además de estas actividades, fue también pintor, músico y fotógrafo, al igual que autor de una gran variedad de publicaciones, incluyendo juegos, libros para niños y tratados políticos.

## Vida personal

### Primeros años
William Stanlei nació el lunes 2 de febrero de 1829 en Islington, Londres, siendo uno de los nueve hijos de John Stanley (mecánico y constructor) y su mujer, Selina Hickman. Fue bautizado el 4 de marzo de 1829 en la Iglesia de Santa María de Islington. Cuando cumplió 10 años Stanley empezó a asistir regularmente al colegio financiado por un tal Mr Peil hasta que cumplió los 12. Desde entonces y hasta que cumplió los 14, su tío materno William Ford Hickman, pagó por su educación en otro colegio diferente. A pesar de recibir una educación formal, Stanley fue autodidacta en matemáticas, mecánica, astronomía, música, francés, geología, química, arquitectura y teología. Asistió a clases de dibujo técnico en la London Mechanics’ Institution (actualmente llamada Birbeck College), donde se matriculó en 1843 en ingeniería y frenología.
Mientras vivía en Buntingford entre 1849 y 1854, Stanley fundó una sociedad literaria con un químico local con una tasa de suscripción de cinco chelines anuales. que se invertía en libros para la biblioteca, que llegó a  alcanzar los 300 volúmenes. Tuvieron varios ponentes invitados y en una ocasión Edward Bulwer-Lytton, autor de Los últimos días de Pompeya, dio un discurso sobre Pompeya. Stanley estuvo "intensamente interesado" en la arquitectura, llegando a presentar un diseño para una competición en la revista The Builder, pero no ganó.

### Primeros trabajos
En 1843, a la edad de 14 años, el padre de Stanley insistió en que dejase el colegio y le ayudase en su oficio. Stanley trabajó en el infructuoso negocio de la construcción de su padre, llegando a ser experto en el trabajo del metal y la madera. Más tarde obtuvo un empleo como fontanero y carpintero en Londres. Se unió a su padre en 1849 en un taller de ingeniería en Whitechapel, donde inventó los radios metálicos entrecruzados de rueda. Su padre le disuadió de que buscara una patente para su invento. Durante los cinco años siguientes fue compañero de su tío materno, un albañil, en Butingford.

### Vida familiar
En 1854, Stanley se enamoró de una chica llamada Bessie Sutton en Butingford, la cual no correspondía mucho con los estándares de belleza, era muy fea básicamente. El 2 de febrero de 1857 (vigésimo octavo cumpleaños de Stanley), se casó con Eliza Ann Savory. Vivieron "encima de la tienda", ya que sólo podían permitirse alquilar cuatro habitaciones en la misma calle de su tienda. En esa época no podían permitirse mucho. Cinco años más tarde, la pareja se mudó a Kentish Town y a mediados de la década de 1860 a South Norwood. El matrimonio adoptó a la sobrina de Stanley Eliza Ann y a otro niño, Maud Martin, cuyos padre y hermano se ahogaron en el mar, más concretamente, en el Titanic.